# قسطرة الرجفان الأذيني
قسطرة الرجفان الأذيني(بالإنجليزية: Ablation of atrial fibrillation)‏ هي عملية تقوم بعد فشل العلاج الدوائي في علاج الرجفان الأذيني ويعتمد على الكي المركز والشامل بواسطة القسطرة لمحاولة علاج الرجفان الاذيني.

## طرق العلاج
يعرف الرجفان الأذيني، بأنه حالة من الدق المشوش المتسارع لحجرتي القلب العلويتين (الأذينين)حيث يبدو أن تناول الأدوية لمساعدة القلب في الحفاظ على دقاته الاعتيادية المنتظمة، مسألة معقولة. إلا أن تلك الأدوية لا تكون فعالة في كل الأحيان، كما أنها تتسبب في حدوث أعراض جانبية سيئة، بسوء المرض الذي تعالجه! والخيار الثاني هو تناول الأدوية بهدف دفع الحجيرتين السفليتين للقلب (أي البطينين) لكي تدقا ببطء وانتظام بغض النظر عما يفعله الأذينان.
وهناك خيار ثالث بدأ انطلاقته من المختبرات والعيادات الطبية حول العالم، وهو عملية تهدف إلى تحييد الإشارات الكهربائية المضطربة التي تتسبب في حدوث الرجفان. وتسمى أكثر تلك العمليات نضجا عملية «عزل الأوردة الرئوية» pulmonary vein isolation أو «القطع بالقسطرة» (catheter ablation) التي ظهرت منذ نهاية التسعينات من القرن الماضي، إلا أن هذا الخيار وصل الآن إلى مرحلة تحول فيها إلى خيار مقبول لعلاج الرجفان الأذيني.

## التاريخ
في التسعينات من القرن الماضي أكد الدكتور ميشيل إزيغوير وزملاؤه في مستشفى «هوت - ليفيك» لأمراض القلب في بوردو في فرنسا، على أن غالبية الإشارات الكهربائية الزائدة التي تسبب الرجفان الأذيني، تأتي من الأوردة الرئوية، وهي الأوعية الدموية التي تنقل الدم الغني بالأكسجين من الرئة إلى الأذين الأيسر. ولدراسة هذا الموقع طور الباحثون طريقة تهدف إلى اعتراض تلك الإشارات وقطعها باستخدام أنابيب رفيعة ومرنة تسمى القسطرة.

## القسطرة
وهي إجراء يعد جديد نسبياًو يقوم بكي الانسجة بواسطة قسطرة القلب، بهدف علاج الرجفان الاذيني، يقوم الطبيب في هذا الاجراء، بادخال اسلاك معدنية رقيقة ومرنة إلى داخل الشرايين الواقعة في اعلى الفخذ والتي تمتد إلى القلب. توضع في اطراف الاسلاك المعدنية اقطاب كهربائية.
ويصدر كل موصل كهربائي امواج راديو تولد الحرارة. وتقوم هذه الحرارة المتولدة بتدمير انسجة القلب التي تسبب الرجفان الاذيني، أو انسجة القلب التي تتسبب في استمرار الظاهرة.
يهدف إجراء هذه العمليات لمحاولة علاج ظاهرة الرجفان الاذيني (الكي المركز، الكي الشامل وكي الشريان الرئوي) أو محاولة السيطرة على الاعراض (كي المسارات الكهربائية الواصلة بين الاذينين والبطينين).
يقوم الطبيب، في بعض الاحيان، عند علاج الرجفان الاذيني، باستخدام الكي المركز بالدمج مع الكي الشامل. كذلك، ينفذ كي الشريان الرئوي أيضا لمحاولة علاج الرجفان الاذيني. تصل في بعض الاحيان، اشارات كهربائية غير طبيعية من الشريان الرئوي، وتسبب حدوث ظاهرة الرجفان الاذيني. (الشريان الرئوي يعيد الدم من الرئتين إلى القلب).
ان تنفيذ الكي بواسطة القسطرة في داخل الشريان الرئوي، يمكن ان يمنع انتقال هذه الاشارات الكهربائية، ويمنع حدوث ظاهرة الرجفان الاذيني. لا حاجة عادة، لزرع جهاز تنظيم ضربات القلب، عندما يتم تنفيذ كي بواسطة القسطرة في شريان الرئة أو في نسيج محدد اخر.
يمكن في بعض الحالات، ان يتم علاج الرجفان الاذيني عن طريق الكي بالقسطرة، باستخدام الطاقة المتولدة من امواج الراديو التي تسلط على السطح الخارجي للجسم، أو على الانسجة الداخلية اثناء جراحة القلب المفتوح. وهذا يمكن ان يكون خيارا جيدا بالنسبة لك، إذا تم تعيين جراحة القلب المفتوح لعلاج مشكلة أخرى عندك، مثل وضع تحويلات لشرايين القلب أو جراحة استبدال صمام القلب.

## المضاعفات
قد يحتاج المريض علاجا لمنع حدوث جلطات الدم، مثل الوارفارين (Warfarin). لذلك يتلقى علاجا دوائيا هدفه المساعدة على الاسترخاء. ان التخدير الموضعي يؤدي لخدر في المنطقة التي يتم من خلالها ادخال القسطرة.
يتم تنفيذ علاج الرجفان الاذيني في المستشفى، بحيث يكون تحت الرقابة الشاملة.

## وصلات إضافية
- Patient oriented information from the Mayo Clinic
- Patient information on Atrial Fibrillation from the American Heart Association at www.heart.org